# Kronohagens IF
Kronohagens idrottsförening, (förkortat: KIF eller Kiffen), är en idrottsförening som är verksam i stadsdelen Kronohagen i Helsingfors i Finland. Idrottsföreningen grundades 1908. Klubben har blivit finländska mästare i såväl fotboll som ishockey och handboll och har varit i FM-final i bandy. 

## Språk
Föreningens språk var under flera årtionden svenska. I samband med språkstriden sökte de svenskspråkiga sig till antingen Kronohagen eller IFK Helsingfors, medan de med finskt tungomål vanligen föredrog HJK eller HPS. Numera är föreningens språk officiellt både finska och svenska. Finska språket är dock det klart dominerande idag. Ett tecken på detta är att idrottsföreningens webbplats idag bara återfinns på finska.

## Bandy
Kiffen har vunnit FM-silver i bandy vid fem tillfällen, 1917, 1922, 1926, 1930 och 1932. Vid samtliga tillfällen föll Kiffen i final mot lag från Viborg.

## Fotboll
Kronohagens IF, eller Kiffen, tillhörde från början landets storheter inom fotboll. Vid Stockholmsolympiaden hade laget två spelare med i det finländska laget, Ragnar Wickström och Lars Schybergson. Innan Finland blev självständigt från Tsarryssland hann Kiffen vinna tre finländska mästerskap: 1913, 1915 och 1916. Även efter självständighetsförklaringen år 1917 var Kiffen en kraft att räkna med. Laget har 25 säsonger i högsta serien mellan 1930 och 1978, dock endast med en serieseger (1955) och en cupfinal (1958).
Fotbollssektionen omvandlades 1996 till egen klubb, och fick i samband med detta sitt nuvarande namn Footboll Club Kiffen 08 (förkortat: FC Kiffen 08).
Sedan säsongen 2015  spelar representationslaget i tredje högsta fotbollsserien i Finland, Tvåan. Fotbollsklubbens ordförande (2016) är Henrik Lindström. 
Finländska mästare:
- 1913 (finalvinst med 5-3 mot IFK Åbo)
- 1915 (finalvinst med 1-0 mot IFK Åbo)
- 1916 (finalvinst med 3-2 mot IFK Åbo)
- 1955 (serieseger)

## Handboll
Även i handboll har Kiffens lag rönt framgångar. Herrlaget har tagit medalj i finländska mästerskapet vid inte mindre än elva tillfällen och damlaget vid åtta tillfällen. Därtill har både dam- och herrlagen vunnit två cuptitlar vardera.
Finländska mästare, herrar:
- 1978 (silver 1972, 1973, 1977, 1981 och 1982, brons 1974, 1975, 1976, 1979 och 1989)

Finländska mästare, damer:
- 1992 och 1993 (silver 1982, 1989, 1991 och 1994, brons 1984 och 1990)

## Ishockey
I ishockey tillhörde Kiffen landets främsta under 1930- och 1940-talen. Sammanlaget har klubben blivit finländska mästare tre gånger, vunnit fyra silver och två brons. Sedan 1952 har dock klubben inte varit i högsta serien.
Finländska mästare:
- 1939 (serieseger före HJK)
- 1941 (serieseger före HJK)
- 1943 (serieseger före TPS)